# Пенькі-Стшиже
Пенькі-Стшиже (пол. Pieńki-Strzyże) — село в Польщі, у гміні Мщонув Жирардовського повіту Мазовецького воєводства.
Населення — 51 особа (2011).
У 1975-1998 роках село належало до Скерневицького воєводства.

## Демографія
Демографічна структура станом на 31 березня 2011 року:
|          | Загалом | Допрацездатний вік | Працездатний вік | Постпрацездатний вік |
| -------- | ------- | ------------------ | ---------------- | -------------------- |
| Чоловіки | 26      | 3                  | 18               | 5                    |
| Жінки    | 25      | 3                  | 13               | 9                    |
| Разом    | 51      | 6                  | 31               | 14                   |